# Passione che uccide
Passione che uccide (The Web) è un film del 1947 diretto da Michael Gordon.
È un thriller noir statunitense con Ella Raines, Edmond O'Brien e William Bendix.

## Produzione
Il film, diretto da Michael Gordon su una sceneggiatura di William Bowers e Bertram Millhauser con il soggetto di Harry Kurnitz, fu prodotto da Jerry Bresler per la Universal International Pictures. Il titolo di lavorazione fu Black Velvet.

## Distribuzione
Il film fu distribuito negli Stati Uniti dal 25 maggio 1947 al cinema dalla Universal Pictures.
Alcune delle uscite internazionali sono state:
- nel Regno Unito il 22 settembre 1947
- in Australia il 23 ottobre 1947
- in Svezia il 5 gennaio 1948 (Spindelnätet)
- in Finlandia il 2 luglio 1948 (Paholaisen verkko)
- in Danimarca il 24 gennaio 1949 (Kvinden i nettet)
- in Portogallo il 6 settembre 1949 (Uma Aventura Arriscada)
- in Germania Ovest il 15 gennaio 1982 (Das Netz, in prima TV)
- in Spagna (La araña)
- in Polonia (Pajeczyna)
- in Italia (Passione che uccide)

## Critica
Secondo il Morandini la suspense è orchestrata con abilità e il ritmo è alacre.